# Хесе Родрігес
Хесе Родрігес (ісп. Jesé Rodríguez, нар. 26 лютого 1993, Лас-Пальмас-де-Гран-Канарія) — іспанський футболіст, нападник клубу «Лас-Пальмас».
Є вихованцем мадридського «Реалу», у складі якого став Чемпіоном Іспанії, володарем Кубка Іспанії та переможцем Ліги чемпіонів УЄФА.

## Клубна кар'єра

### Рання кар'єра
Народився 26 лютого 1993 року в місті Лас-Пальмас-де-Гран-Канарія. Почав займатися футболом у місцевій команді «Ель Пілар» 2003 року у віці 10-ти років. 2005 року перебрався до школи команди «Уракан» (Лас-Пальмас). 2007 року, в 13-річному віці, переїхав з Лас-Пальмаса в Мадрид, де вступив до академії «Реала». Пройшовши через усі її щаблі, 2011 року став її випускником.

### «Реал Мадрид Кастілья»
16 січня 2011 року, в матчі з «Універсідад Лас Пальмас» (5:0) Хесе дебютував в складі «Реал Кастільї», другої команди «вершкових». Свій перший м'яч за команду футболіст забив 2 жовтня в ворота «Ла-Роди».
У сезоні 2011/2012 Хесе вже був основним гравцем другої команди, зігравши в 39 матчах чемпіонату, в яких забив 10 голів, чим допоміг команді вийти до Сегунди, другого за рівнем дивізіону Іспанії.
У сезоні 2012/2013, що став для Хесе останнім у складі «Кастільї», він забив 22 м'ячі в Сегунді, побивши тим самим рекорд Еміліо Бутрагеньйо, який забив в сезоні 1983/84 21 гол.

### «Реал Мадрид»

#### Сезон 2011-12
У липні 2011 року Жозе Моурінью викликав Хесе на передсезонне турне. Неофіційний дебют гравця у складі «королівського» клубу відбувся в матчі з «Лос-Анджелес Гелаксі». Футболіст вийшов на поле на 64 хвилині матчу, замінивши Хосе Кальєхона. 3 серпня, в матчі з китайським «Гуанчжоу Евергранд», через 20 секунд після появи на полі, футболіст забив свій перший гол у неофіційних матчах за «вершкових». 7 грудня Жозе Моуріньо взяв футболіста на виїзний матч Ліги Чемпіонів з амстердамським «Аяксом» (3:0). Але в тому матчі Хесе так і не з'явився на полі.
13 грудня, до матчі Кубка Іспанії з командою «Понферрадіна» (2:0), футболіст дебютував за «Реал» в офіційних матчах. Хесе вийшов на поле на 78 хвилині зустрічі, замінивши Кріштіану Роналду. 24 березня 2012 року, у грі з «Реал Сосьєдадом» (5:1), Хесе дебютував за першу команду «галактікос» в чемпіонаті Іспанії. Гравець вийшов на поле на 80 хвилині, замінивши все того ж Кріштіану Роналду.

#### Сезони 2013-16
У липні 2013 року Хесе уклав новий контракт з «Реалом», розрахований на 4 роки. 23 серпня оформив дубль в матчі Кубка Сантьяго Бернабеу проти катарського «Аль-Садда», який також був прощальним матчем Рауля Гонсалеса.
Перший м'яч в іспанській Примері забив 26 жовтня, в матчі з «Барселоною» на Камп ноу(1:2). Другий м'яч у чемпіонаті Іспанії забив 22 грудня 2013 року проти «Валенсії» на Местальї на 82 хвилині, гол приніс перемогу команді.
2 січня 2014 року в товариському матчі в Досі проти «Парі Сен-Жермен» (1:0), забив єдиний гол на 18-й хвилині. В 1/8 фіналу Кубка Іспанії в домашньому матчі з «Осасуною» з передачі Кріштіану Роналду забив гол на 60-й хвилині. 28 січня в 1/4 фіналу Кубка Іспанії в матчі з «Еспаньйолом» на 7-й хвилині з діагональної передачі Хабі Алонсо забив гол, який став єдиним та приніс перемогу. Свій третій гол у Примері забив у 22-му турі на 65-й хвилині проти «Атлетіка» на Сан-Мамес з передачі Кріштіану Роналду. Четвертий гол у чемпіонаті Іспанії забив 8 лютого на Сантьяго Бернабеу в 23-му турі в матчі з «Вільяреалом» з передачі Ді Марії. Також він забив гол 1/2 кубку короля проти «Атлетіко», який в підсумку, за сумою двох зустрічей, «Реал» виграв з рахунком 5-0.
Проте 18 березня у на самому початку матчу Ліги чемпіонів проти німецького «Шальке 04» Хесе Родрігес, отримавши м'яч на правому краю атаки, звалився на газон у боротьбі з Сеадом Колашинацем і змушений був покинути поле. Відразу після цього Хесе терміново був доставлений до лікарні, де йому поставили діагноз — розрив хрестоподібних зв'язок правого коліна, через які футболіст змушений був пропустити весь залишок сезону і втратив шанс поїхати зі збірною на чемпіонат світу 2014 року в Бразилії.
Вихованець юнацьких команд футбольних клубів «Реал Мадрид», File: Flag of None.svg|20px]] El Pilar FC та «Реал Мадрид».
20 березня Хесе Родрігес успішно переніс операцію на коліні. Вона проходила в Аугсбурзі, її проводив доктор Ульріх Беніш за участю клубних лікарів «Реала» і полягала у відновленні передньої хрестоподібної зв'язки та меніска на правому коліні.
Всього того сезону Хесе в провів за «Реал» 31 матч у всіх турнірах, забивши вісім голів. Крім того разом з клубом став переможцем  Ліги чемпіонів УЄФА та володарем національного кубку, хоча в вирішальних матчах допомогти команді вже не міг.
Влітку 2016 перейшов до французького «Парі Сен-Жермен».

## Виступи за збірні
2009 року дебютував у складі юнацької збірної Іспанії, взяв участь у 23 іграх на юнацькому рівні, відзначившись 9 забитими голами. 2010 року у складі збірної до 17 років став фіналістом юнацького чемпіонату Європи в Ліхтенштейні, де забив один гол у півфіналі проти однолітків з Туреччини. А вже за два роки у складі збірної до 19 років став переможцем юнацького чемпіонату Європи в Естонії, на якому також став найкращим бомбардиром турніру з 5 голами, один з яких став переможним у фіналі проти однолітків з Греції (1:0).
З 2013 року залучався до складу молодіжної збірної Іспанії у складі якої був учасником молодіжного чемпіонату світу 2013 року в Туреччині, де іспанці дійшли до чвертьфіналу, а Хесе з 5 голами став володарем бронзового бутсу. Наразі на молодіжному рівні зіграв у 13 офіційних матчах, забив 7 голів.
У лютому 2014 року, коли гравець ще мав право виступати за молодіжну збірну, стало відомо що тренер національної збірної Іспанії Вісенте дель Боске тримав його в планах на майбутній чемпіонат світу 2014 року в Бразилії, однак у березні, після його серйозної травми, його шанси на участь в турнірі зникли.

## Статистика виступів

### Статистика клубних виступів
| Команда              | Сезон             | Чемпіонат | Чемпіонат | Національний кубок | Національний кубок | Континентальні кубки | Континентальні кубки | Інші змагання | Інші змагання | Усього | Усього |
| Команда              | Сезон             | Ігор      | Голів     | Ігор               | Голів              | Ігор                 | Голів                | Ігор          | Голів         | Ігор   | Голів  |
| -------------------- | ----------------- | --------- | --------- | ------------------ | ------------------ | -------------------- | -------------------- | ------------- | ------------- | ------ | ------ |
| «Реал Кастілья»      | 2010-11           | 3         | 0         | —                  | —                  | —                    | —                    | 0             | 0             | 3      | 0      |
| «Реал Кастілья»      | 2011–12           | 39        | 10        | 3                  | 2                  | —                    | —                    | 0             | 0             | 42     | 12     |
| «Реал Кастілья»      | 2012–13           | 38        | 22        | —                  | —                  | —                    | —                    | 0             | 0             | 38     | 22     |
| «Реал Кастілья»      | Разом             | 80        | 32        | —                  | —                  |                      | —                    | —             |               | 80     | 32     |
| «Реал Мадрид»        | 2011–12           | 1         | 0         | 1                  | 0                  | 0                    | 0                    | 0             | 0             | 2      | 0      |
| «Реал Мадрид»        | 2013–14           | 18        | 5         | 8                  | 3                  | 5                    | 0                    | 0             | 0             | 31     | 8      |
| «Реал Мадрид»        | 2014–15           | 16        | 3         | 3                  | 1                  | 3                    | 0                    | 1             | 0             | 23     | 4      |
| «Реал Мадрид»        | 2015–16           | 28        | 5         | 1                  | 0                  | 9                    | 1                    | —             | —             | 38     | 6      |
| «Реал Мадрид»        | Разом             | 63        | 13        | 13                 | 4                  | 17                   | 1                    | 1             | 0             | 94     | 18     |
| Парі Сен-Жермен      | 2016–17           | 9         | 1         | 1                  | 1                  | 4                    | 0                    | 0             | 0             | 14     | 2      |
| Лас-Пальмас (оренда) | 2016–17           | 16        | 3         | —                  | —                  | —                    | —                    | —             | —             | 16     | 3      |
| Усього за кар'єру    | Усього за кар'єру | 168       | 49        | 14                 | 5                  | 21                   | 1                    | 1             | 0             | 204    | 55     |

## Титули і досягнення

### Командні
«Реал Мадрид»
- Чемпіон Іспанії: 2011-12
- Володар Кубка Іспанії з футболу: 2013-14
- Переможець Ліги чемпіонів УЄФА: 2013-14, 2015-16
- Володар Суперкубка УЄФА: 2014
- Володар Суперкубка Франції: 2017

Збірна Іспанії U-19
- Переможець юнацького чемпіонату Європи (U-19): 2012

### Особисті
- Найкращий бомбардир юнацького чемпіонату Європи (U-17): 2010 (5 голів)
- Володар «Бронзового бутсу» юнацького чемпіонату Європи (U-19): 2012 (5)
- Володар Трофею Сарри Сегунди: 2012-13 (22 голи)